# Иштуган (Сабинский район)
Иштуган — поселок железнодорожного разъезда в Сабинском районе Татарстана. Административный центр и единственный населенный пункт Иштуганского сельского поселения.

## География
Находится в северо-западной части Татарстана на расстоянии приблизительно 16 км север по прямой от районного центра поселка Богатые Сабы у железнодорожной линии Казань-Агрыз.

## История
Основан в 1950-х годах.

## Население
Постоянных жителей было: в 1979 году- 497, в 1989—571, 641 в 2002 году (татары 66 %), 611 в 2010.